# Ithaka
Ithaka (más nyelveken Ithaki vagy Thiaki) ókori görög város. Leginkább Homérosz Iliasz és Odüsszeia című eposzaiból ismert.

## Elhelyezkedése
Ithaka a Balkán-félszigettől nyugatra található város, Frikesz és Sztavrosz városok szomszédságában fekszik az Ithaki-sziget keleti peremvidékén, a Viscardo-szorosnál.

## Történelme

### Alapítása
Ithakát a Ión törzsek alapították i. e. 2. évezredben. Alapításának nincs pontos évszáma, ugyanis többször alapítottak a területén várost, azonban a fosztogató dórok lerohanták, elpusztították ezeket.

### Ókor
Az i. e. 12. században az ithakaiak is részt vettek a trójai háborúban Odüsszeusz királyuk vezetésével. A háborúban a seregük 2/3-a (mások szerint 9/10-e) elesett, így a háború 10., utolsó évében (i. e. 1183) kb. 5-600 ithakai harcos maradt. Odüsszeusz cselével, a falóval bevették a várost.

### Középkor
A török háborúk és a kalózok fénykora alatt kifosztották, lakossága elmenekült. Mikor velencei fennhatóság alá került, ingyentelkekkel újabb, gazdagabb lakókat csaltak oda. A 13. század végén élte fénykorát.